# Andritsaina-Krestena
Andritsaina-Krestena (Grieks: Ανδρίτσαινα-Κρέστενα) is sedert 2011 een fusiegemeente (dimos) in de Griekse bestuurlijke regio (periferia) West-Griekenland.
De drie deelgemeenten (dimotiki enotita) zijn:

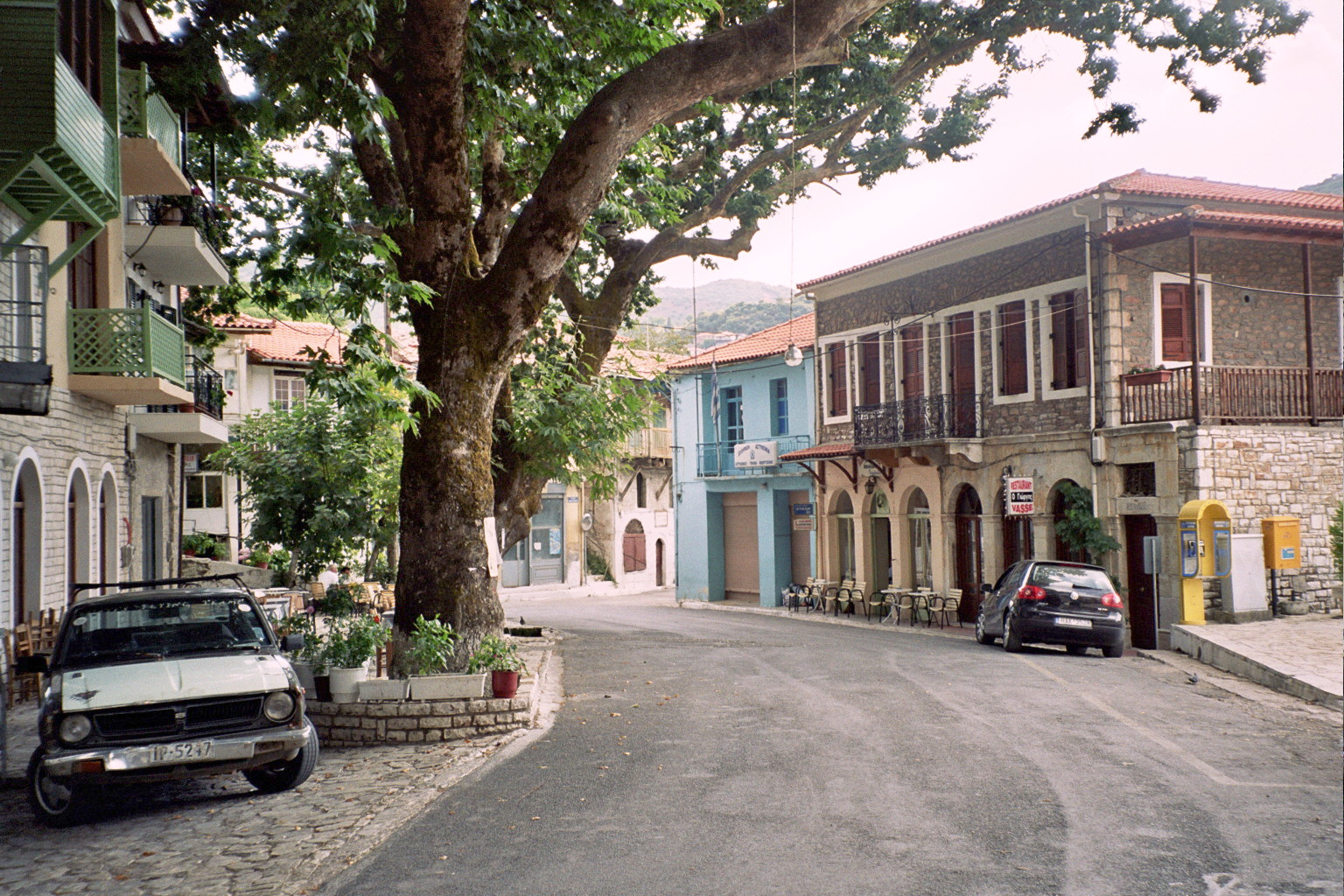
Andritsaina, hoofdweg

- Alifeira (Αλίφειρα)
- Andritsaina (Ανδρίτσαινα)
- Skillounta (Σκιλλούντα)